# Topîlîșce, Ivanîci
Topîlîșce (în ucraineană Топилище) este o comună în raionul Ivanîci, regiunea Volînia, Ucraina, formată numai din satul de reședință.

## Demografie
Componența lingvistică a satului Topîlîșce
     Ucraineană (99,43%)
     Alte limbi (0,57%)
Conform recensământului din 2001, majoritatea populației satului Topîlîșce era vorbitoare de ucraineană (99,43%), existând în minoritate și vorbitori de alte limbi.